# Nagycsány
Nagycsány es un pueblo ubicado en el distrito de Sellye, en el condado de Baranya, Hungría.

## Superficie
Posee una superficie de 5,650 kilómetros cuadrados.

## Demografía
Hasta 2019 la población era de 127 habitantes, con una densidad de población de 22,48 habitantes por kilómetro cuadrado.